# FC Oulun Pallo
FC Oulun Pallo (ofte kaldet FC OPA) var en finsk fodboldklub beliggende i byen Oulu. Klubbens hjemmebane hed Castren Sports Center. Efter sæsonen 2017 valgte klubben af stoppe med fodbod op herresiden, og fukusere i dag udelukkende på Futsal
| Fodbold | Spire Denne artikel om en fodboldklub er en spire som bør udbygges. Du er velkommen til at hjælpe Wikipedia ved at udvide den. |